# 盤角石
盤角石（學名：Discoceras）是一屬已滅絕的鸚鵡螺類。生存在奧陶紀的海洋中。牠們的化石分布於北歐、加拿大的巴芬島、印度的旁遮普和中國的雲南及湖北。

## 特徵
盤角石的體型在鸚鵡螺類中並不出眾，平旋的螺殼直徑只有10多釐米。和疊盤角石不同的是，盤角石的外殼盤捲得更為緊密。儘管螺旋形的外殼使其很像疊盤角石目的成員，但實際上牠們屬於觸環角石目。

## 物種[1]
- Discoceras angulatum
- Discoceras antiquissimum
- Discoceras antiquissimus
- Discoceras arctuatum
- Discoceras depressum
- Discoceras fleischeri
- Discoceras hyatti
- Discoceras ievesense
- Discoceras rarospira
- Discoceras roemeri
- Discoceras saemanni
- Discoceras siljanense
- Discoceras tubulatum